# امامزاده شیدای نازار
امامزاده شیدای نازار مربوط به دوره سلجوقیان به بعد است و در شهرستان قروه، روستای ظفر آباد واقع شده و این اثر در تاریخ ۸ مرداد ۱۳۸۱ با شمارهٔ ثبت ۵۹۳۱ به‌عنوان یکی از آثار ملی ایران به ثبت رسیده است.